# 14551 Itagaki
14551 Itagaki è un asteroide della fascia principale. Scoperto nel 1997, presenta un'orbita caratterizzata da un semiasse maggiore pari a 2,7534988 UA e da un'eccentricità di 0,2159195, inclinata di 7,08306° rispetto all'eclittica.
L'asteroide è dedicato all'astrofilo giapponese Kōichi Itagaki.